# Ella contra mí
Ella contra mí fue una telenovela argentina emitida en 1988 por Canal 9. Protagonizada por Gustavo Garzón, Carolina Papaleo y Liliana Weimer. Coprotagonizada por Hugo Caprera, Manuela González Bird, Gabriel González Abat, Pablo Mantti, Stella Maris Medrano, Guillermo Rico, Vanina Quiroga y Néstor Hugo Rivas. También, contó con las actuaciones especiales de Andrea Bonelli, Cris Morena, Aldo Kaiser y las primeras actrices Susana Ortiz, Norma Pons y Elena Lucena. Y las participaciones de Mabel Landó y Oscar Ferreiro como actores invitados.
La historia, a cargo del gran guionista de telenovelas Alberto Migré fue una adaptación de la exitosa Rolando Rivas, taxista.

## Elenco
Participaron en la telenovela, entre otros, Andrea Bonelli, Osvaldo Laport, José María Langlais, Marcela López Rey, Cris Morena, Norma Pons, Guillermo Rico, Daniel Lemes, Lita Soriano, Marcelo Molina, Julio Riccardi y Horacio Heredia.